# Moruya
Moruya è una città dell'Australia situata nel Nuovo Galles del Sud. Si trova a circa 175 km a est di Canberra ed è il centro amministrativo della LGA della contea di Eurobodalla.